# Finska vikens utöar
Finska vikens utöar är en grupp av öar i östra Finska viken. Under den finländska tiden tillhörde öarna administrativt Viborgs län men överlämnades till Sovjetunionen efter vinterkriget. Några av dem erövrades under fortsättningskriget av finländska och tyska styrkor, men återbördades efter andra världskriget. Öarna är Hogland, Tyterskär, Lilla Tyterskär, Lövskär, Peninsaari och Seitskär. Samtliga öar tillhör numera (2023) Ryssland och är militära områden.